# Sastanak u Baiji
Sastanak u Baiji je 3. epizoda serijala Korto Malteze. Imala je 20 strana.

## Originalna epizoda
Originalna epizoda pod nazivom Rendez-vous à Bahia objavljena je premijerno u #59. francuskog magazina Pif Gadget Valiant, 30. marta 1970. godine. Hugo Prat je nacrtao i napisao scenario za epizodu.

## Sadržaj
Ova epizoda neposredno se nadovezuje na prethodnu, Tajna Tristana Bantama. Korto Malteze, zapovedajući svojim brodom, uputio se prema Salvadoru Bajskom, a u njegovoj pratnji nalaze se mladi Englez Tristan Bantam i profesor Jeremija Štajner. Tristan, na očev nagovor, putuje u Brazil kako bi od svoje polusestre preuzeo zaostale porodične dokumente. Tokom plovidbe, brod pristaje u blizini malog ostrva u Francuskoj Gijani. Tu se susreću s domorodačkim stanovništvom i grupom osuđenika koji pokušavaju da uteknu iz kolonije. Poglavica domorodaca, zamišljeno zagledan u oganj, proriče sudbinu mladom Tristanu. Kajena, čovek zagonetnog pogleda i dubokog ožiljka koji mu se proteže preko lica, pridružuje se Kortovoj družini. Nekoliko dana kasnije, pristaju u Baju. Tu Tristan prvi put sreće svoju polusestru Morganu. Iznenađen je njenim poreklom, jer mu otac nikada nije pomenuo da mu je polusestra crnkinja. U miru tropske večeri, Tristan se povlači u osamu i, udubljen u knjigu, ubrzo tone u san. San koji ga obuzima biva čudan i uznemirujuć: najpre susreće sopstvenu senku, a potom i samoga sebe. Njegov dvojnik mu otkriva da se nalaze na ostrvu Mu, mitskom mestu izgubljenih duša, i opominje ga da, želi li da postane gospodar svoje sudbine, ne sme poneti lobanju natrag u svet budnih. Nakon naglog buđenja, pred njim se pojavljuje advokat Milner. On obaveštava Tristana da raspolaže njegovim nasledstvom, budući da mu je Tristanov otac poverio brigu o dokumentima. Milner pritom dodaje da bi, uklone li Tristana, sva imovina automatski pripala njemu. (Ovo objašnjava pokupšaj ubistava Tristana u prethodnoj epizodi.) U tom trenutku u scenu stupa Korto Malteze i izaziva Milnera na partiju pokera. Ishod igre će odlučiti o Milnerovoj sudbini. Korto, pribegavši lukavstvu, odnosi pobedu i kao nagradu predaje Milnera Kajeni, bivšem zatvoreniku Kajenu. Dokumenti potom dospevaju u Tristanove ruke. U njima on pronalazi tragove i objašnjenja za tajne i džinovska iskušenja kroz koja je već prošao. Na samom kraju, neko kuca na vrata. Ispred stoji vreća — u njoj se nalazi lobanja.

## Lokacija epizode
Holandska Gijana je bila holandska kolonija u Južnoj Americi, na atlantskoj obali, koja danas nosi naziv Surinam. Kao kolonija, postojala je od 1667. godine, kada je Holandija preuzela kontrolu od Engleza, pa sve do 1975. godine, kada je stekla nezavisnost. Tokom kolonijalnog perioda, Holandska Gijana je bila poznata po plantažama šećera, kakaa i kafe, a radnu snagu činili su afrički robovi, a kasnije i radnici iz Indije i Indonezije. Glavni grad kolonije bio je Paramaribo. On je i danas glavni grad Surinama.

## Repriza ove epizode
Epizoda je reprizirana u mesečniku Strip art #25 (druga serija) u izdanju sarajevskog "Oslobođenja" 1982. godine. pod nazivom Sastanak u Bahiji, potom u Politikinom zabavniku #1826, koja je izašla 26.12.1986.

## Repriza epizode u albumu
Kasnije, kada su kraće epizode Korta Malteza počele da se grupišu u albume, ova epizoda objavljena je najpre u albumu Karipska svita u izdanju Komune 1996. godine. Kasnije je objavljena u albumu pod nazivom U znaku Jarca u izdanju Darkwooda 2017. godine

## Prethodna i naredna epizoda
Prethodna epizoda bile je Tajna Tristana Bantama, a naredna Samba s Paljbom.
Pogledti još: Spisak epizoda Korta Malteza